# Kolding Sydkredsen
Kolding Sydkredsen er fra 2007 en opstillingskreds i Sydjyllands Storkreds.
I 1920-2006 indgik det meste af området i andre opstillingskredse i Vejle Amtskreds. De sydlige sogne var dog en del af del af den sønderjyske storkreds. I 1920-1970 hørte enkelte sogne til Ribe Amtskreds

## Folketingskandidater pr. 25/11-2018

### Valgkredsens kandidater for de pr. november 2018 opstillingsberettigede partier
| Liste | Parti                       | Kandidat | Bemærk |
| ----- | --------------------------- | --- | --- |
| A     | Socialdemokratiet           | Christian Rabjerg Madsen | |
| B     | Radikale Venstre            | Jesper Elkjær | |
| C     | Det Konservative Folkeparti | Tine Roos Nørgaard | Det fremgår af K's hjemmeside at Nørgaard er kandidat i Kolding, dog ikke om det er nord-, syd-, eller begge kredse. |
| D     | Nye Borgerlige              | | |
| F     | Socialistisk Folkeparti     | | |
| I     | Liberal Alliance            | | |
| O     | Dansk Folkeparti            | Karina Adsbøl | |
| V     | Venstre                     | Eva Kjer Hansen | |
| Ø     | Enhedslisten                | Benny Dall | |
| Å     | Alternativet                | Karin Rohr Genz, Søren Haastrup, Rune Ranaivo Bjerremand, Edvard Korsbæk, Tina Brixen, Ditte Madvig Evald, Jens-Peter Mantorp Broberg, Bjarne Aasø, Stefan Struck Kronborg, Mette Bram | Er opstillet i samtlige opstillingskredse i Sydjyllands Storkreds                                                    |